# Rumänischsprachige Wikipedia
Die rumänischsprachige Wikipedia (rumänisch: Wikipedia în limba română) ist die Ausgabe der freien Online-Enzyklopädie Wikipedia in rumänischer Sprache. 
Sie wurde im Juli 2003 gegründet und hatte Anfang 2018 rund 380.000 Artikel.
Im Dezember 2004 organisierten sich die Benutzer der rumänischsprachigen Wikipedia durch Gründung eines Vereins, der Asociația Wikimedia România.

## Geschichte

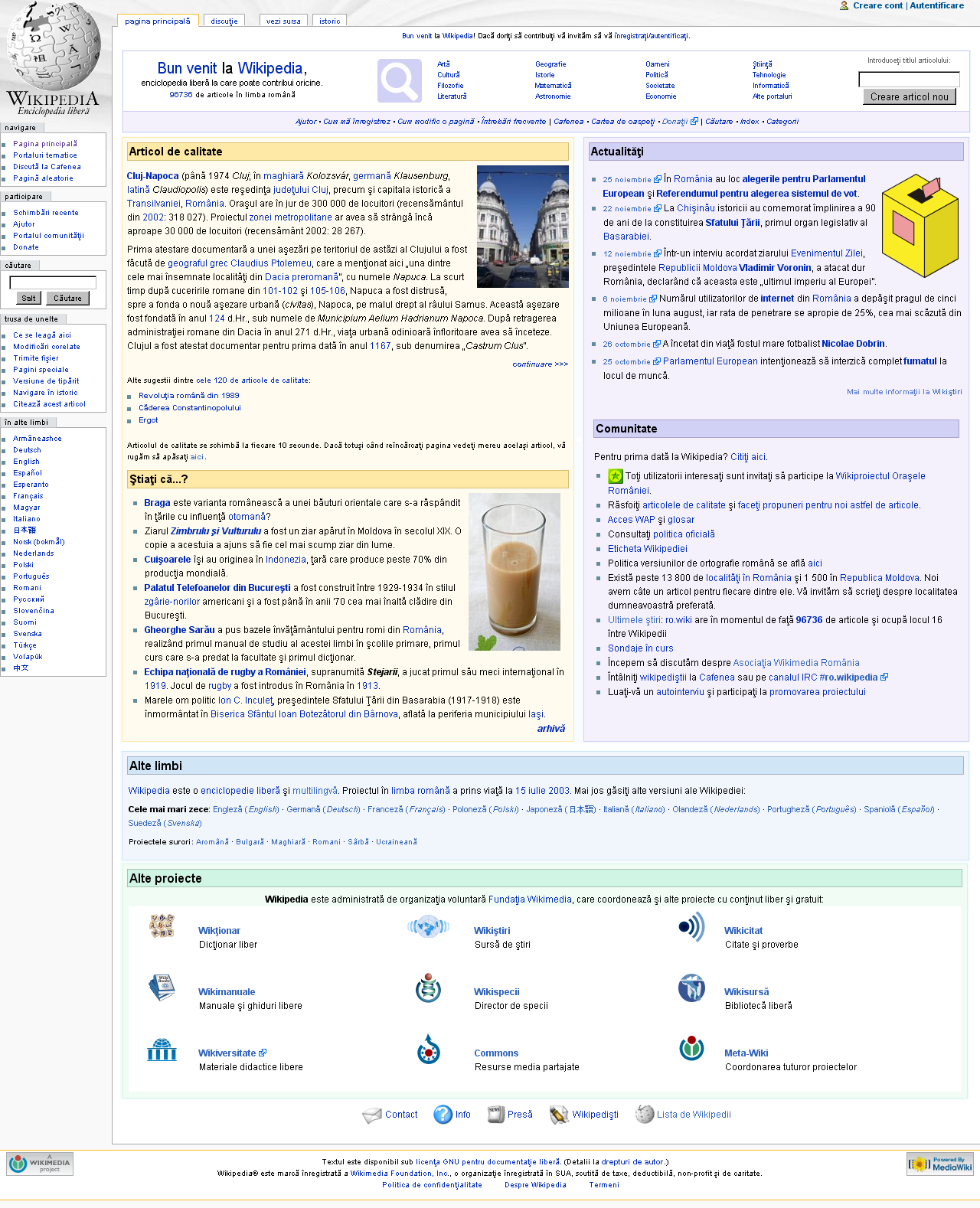
Hauptseite der rumänischsprachigen Wikipedia am 25. November 2007

Die ersten Artikel in der rumänischsprachigen Wikipedia wurden im Juli 2003 geschrieben, die erste Version der Hauptseite am 12. Juli 2003 entworfen. Das Benutzerinterface, das zu Beginn auf Englisch war, wurde von Bogdan Stăncescu, der unter dem Benutzernamen Gutza registriert war, ins Rumänische übersetzt, als er Sysop-Rechte erhielt. Derselbe Nutzer kontaktierte in der Folge einige rumänische Universitäten, die eine Kontaktmöglichkeit über das Internet anboten, sowie die Rumänische Akademie, um neue Benutzer anzuziehen. Seine Bemühungen wurden bald von den rumänischen Medien bemerkt, die ihn zu verschiedenen Gelegenheiten dazu einluden, das Projekt der Öffentlichkeit vorzustellen. Bis zum Ende des Jahres 2003 hatte die rumänischsprachige Wikipedia die Zahl von 3000 Artikeln überschritten und belegte den 16. Platz aller Wikipedia-Sprachversionen. Der 10.000ste Artikel wurde am 13. Dezember 2004 geschrieben und der 50.000ste am 5. Januar 2007.
Im April 2004 unterstützte die rumänischsprachige Wikipedia die Einrichtung der aromunischsprachigen Wikipedia (siehe auch aromunische Sprache).
Anfänglich hatte die rumänischsprachige Wikipedia Probleme mit ihrer Abgrenzung durch die Kreierung einer moldauischsprachigen Wikipedia (siehe auch moldauische Sprache). Eine moldauische Sprachversion der Wikipedia existiert, weil sie zusammen mit einer größeren Anzahl von anderen Wikipedia-Sprachversionen automatisch kreiert wurde, denn der Sprache wurde ein separater ISO-639-Code (mo/mol) zugewiesen, der im November 2008 von der ISO wieder entzogen wurde.
An ihrem Beginn war die moldauischsprachige Wikipedia nur ein Portal, das zur rumänischsprachigen Wikipedia weiterleitete, aber es wurde tatsächlich die Erstellung von Artikeln zugelassen, obwohl sie nur für die moldauische Sprachie in kyrillischer Schrift bestimmt war, denn diese wurde vor 1989 in der Moldauischen SSR benutzt. Es entspannen sich große Editwars und endlose Diskussionen. Ab 2006 wurde die moldauischsprachige Wikipedia schreibgeschützt und das Editieren nicht länger gestattet, nachdem sich die Benutzer der Wikipedia per Abstimmung für die Schließung dieser Sprachversion entschieden hatten. Die Frage nach der Weiterführung der moldauischsprachigen Wikipedia kommt dennoch von Zeit zu Zeit auf.
2007 gründeten abtrünnige rumänischsprachige Wikipedianer eine weitere rumänischsprachige Online-Enzyklopädie, die Enciclopedia României.
Die rumänischsprachige Wikipedia erreichte den Meilenstein des 100.000sten Artikels am 11. Januar 2008. Es gab mehr als 45.000 registrierte Benutzer, wovon 20 Administratoren waren.
Im letzten Quartal des Jahres 2009 war die Zahl der Zugriffe auf die englischsprachige Wikipedia in Rumänien doppelt so hoch wie die Zahl der Zugriffe auf die rumänischsprachige Wikipedia, und im Jahr 2010 erzielte die rumänischsprachige Wikipedia den 10. Platz hinsichtlich der Qualität ihrer Inhalte.
Im April 2011 gab es 158.000 Artikel in der rumänischsprachigen Wikipedia, die Artikelanzahl von 500.000 wurde im Oktober 2024 überschritten.
Der umstrittenste Artikel in der rumänischsprachigen Wikipedia war nach einer Untersuchung der Universität Oxford im Jahr 2013 ein Artikel über den Fußballverein Universitatea Craiova.

## Besonderheiten
Das Logo der rumänischsprachigen Wikipedia wich früher leicht von den Logos der anderen Wikipedia-Sprachversionen ab. Der Buchstabe И im Logo wurde durch den rumänischen Buchstaben Ă (A mit Breve) ersetzt, um die Wikipedia weiter an ihre lokale Leserschaft anzupassen.
Artikel können Buchstabiervarianten enthalten, zumeist in Betreff auf die Buchstaben â and î, die beide für den ungerundeten geschlossenen Zentralvokal /ɨ/ stehen (siehe rumänisches Alphabet). Gemäß den Rechtschreibregeln, die 1993 von der Rumänischen Akademie eingeführt wurden, wird /ɨ/ entweder als î geschrieben, wenn es als erster oder als letzter Buchstabe eines Wortes verwendet wird, oder als â, wenn es in der Mitte des Wortes vorkommt, wobei es einige Ausnahmen gibt. Zwischen 1953 und 1993 verwendete die rumänische Rechtschreibung nur î, wobei 1964 eine Ausnahme für Ableitungen des Wortes România („Rumänien“), român („rumänisch“) und darauf bezogene Wörter zugelassen worden war. Die Akademieregeln sind für Regierungsorganisationen und in staatlichen Schulen in Rumänien verbindlich. Die Republik Moldau übernahm im Jahr 1993 noch vor der Rechtschreibreform von 1993 das lateinische Alphabet für die rumänische Sprache, übernahm jedoch nicht vor 2001 die neue Rechtschreibung und benutzte davor ausschließlich den Buchstaben î (Ausnahmen wurden für România und andere darauf bezogene Wörter gemacht, die mit â geschrieben wurden). In der Praxis sind beide Verwendungen in beiden Ländern akzeptiert und tatsächlich benutzen auch Verlage und Zeitschriften entweder die eine oder die andere oder beide Regeln. Die Vojvodina benutzt die neue rumänische Rechtschreibung. Andere Unterschiede in der Schreibweise umfassen sunt/sînt oder niciun/nici un. Die rumänischsprachige Wikipediagemeinschaft lässt sowohl die Rechtschreibung vor 1993 als auch die Rechtschreibung nach 1993 zu. Einen Artikel zu editieren, um ihn von der einen in die andere Norm zu ändern, gilt als nicht akzeptabel. Die Umwandlung in eine andere Norm ist allerdings erlaubt, wenn der Artikel signifikant erweitert oder umgeschrieben wird.
Als Anrede benutzt die rumänischsprachige Wikipedia die Höflichkeitsformen der Personalpronomen und Verben. Eine diesbezügliche Vorschrift wurde Anfang 2006 diskutiert und ein Konsens wurde erreicht, dass dumneavoastră (das höfliche „Ihr“) anstelle von tu (das familiäre „Du“) auf ihren Seiten verwendet werden soll.